# Ostrowite (powiat nowomiejski)
Ostrowite – wieś w Polsce położona w województwie warmińsko-mazurskim, w powiecie nowomiejskim, w gminie Biskupiec. We wsi znajduje się kościół w stylu gotyckim oraz stacja PKP.
| SIMC    | Nazwa         | Rodzaj    |
| ------- | ------------- | --------- |
| 1044152 | Granica       | część wsi |
| 0840310 | Kamienny Most | część wsi |
| 1044778 | Wąsale        | część wsi |
| 0840326 | Wesołkowo     | część wsi |
| 0840332 | Wronka        | część wsi |

W latach 1975–1998 miejscowość należała administracyjnie do województwa toruńskiego.
Wieś istniała prawdopodobnie już w XIII wieku. W 1222 Konrad Mazowiecki podarował Ostrowite w przywileju łowickim biskupowi Chrystianowi (nie wiadomo jednak, czy wymieniona w dokumencie wieś odnosi się do niniejszego Ostrowitego czy do innej wsi o takiej samej nazwie). W czasie wojny polsko-krzyżackiej, zwanej "wojną głodową", wieś została znacznie zniszczona. Rejestr szkód z 1414 roku oszacował straty wsi na 2000 grzywien, a straty tutejszego kościoła na 300 grzywien. W latach 1422–1424 wielki mistrz krzyżacki Paweł von Russdorf nadał Ostrowite na prawie magdeburskim Konradowi Gruengergowi, z wyjątkiem włók należących do Kacpra Cypriana. Gruenberg otrzymał także wyższe i niższe sadownictwo oraz obowiązek służby zbrojnej. Czynsz wyznaczono mu w wysokości jednego funta wosku i jednego feniga kolońskiego rocznie oraz jednego korca żyta i jednego korca pszenicy "od pługa".
W 1667 r. wieś podzielono na 9 majątków szlacheckich, właścicielami których byli: Stanisław Chełmiński, Kuczkowski, Stanisław Murzynowski, Rogowski, Stanisławscy, Mateusz Szelski, Maciej Wapczyński.
W 1885 r. we wsi powstało bractwo trzeźwości.

## Zabytki
Do wojewódzkiego rejestru zabytków wpisane są obiekty:
- kościół par. pw. św. Jakuba Apostoła, poł. XIV, XVII,
- zespół pałacowo-parkowy i folwarczny,
  - pałac, z końca XIX w.
  - folwark.